# Unnuakomys
Unnuakomys es un género extinto de mamífero metaterio, que vivió a finales del período Cretácico, hace aproximadamente 69 millones de años, durante el Maastrichtiano, en lo que hoy es América del Norte. Fue descubierto en la formación Prince Creek de Alaska y nombrado por Eberle et al., 2019. La especie tipo es Unnuakomys hutchisoni. Es el metaterio más septentrional conocido.
Unnuakomys que pesaba menos de una onza, tenía aproximadamente el tamaño de un ratón. Posiblemente era insectívoro.